# Pro Football Hall of Fame
De Pro Football Hall of Fame is een eregalerij voor professionele Americanfootballspelers. Het is gevestigd in Canton, Ohio.

## Erepersonen
| Naam              | Jaar | College                  | Positie          | Teams                             | Super Bowls             |
| ----------------- | ---- | ------------------------ | ---------------- | --------------------------------- | ----------------------- |
| Aikman, Troy      | 2006 | UCLA                     | Quarterback      | Cowboys                           | 3x (XXVII, XXVIII, XXX) |
| Biletnikoff, Fred | 1988 | Florida State            | Wide receiver    | Raiders                           | 1x (XI)                 |
| Csonka, Larry     | 1987 | Syracuse                 | Fullback         | Dolphins, Giants                  | 2x (VII, VIII)          |
| Davis, Terrell    | 2017 | Georgia                  | Running back     | Broncos                           | 2x (XXXII, XXXIII)      |
| Dawson, Len       | 1987 | Purdue                   | Quarterback      | Steelers, Browns, Texans, Chiefs  | 1x (IV)                 |
| Dent, Richard     | 2011 | Tennessee State          | Defensive end    | Bears, 49ers, Colts, Eagles       | 2x (XX, XXIX)           |
| Elway, John       | 2004 | Stanford                 | Quarterback      | Broncos                           | 2x (XXXII, XXXIII)      |
| Harris, Franco    | 1990 | Penn State               | Running back     | Steelers, Seahawks                | 4x (IX, X, XIII, XIV)   |
| Howley, Chuck     | 2023 | West Virginia            | Linebacker       | Bears, Cowboys                    | 1x (VI)                 |
| Lewis, Ray        | 2018 | Miami (FL)               | Linebacker       | Ravens                            | 2x (XXXV, XLVII)        |
| Namath, Joe       | 1985 | Alabama                  | Quarterback      | Jets, Rams                        | 1x (III)                |
| Rice, Jerry       | 2010 | Mississippi Valley State | Wide receiver    | 49ers, Raiders, Seahawks, Broncos | 3x (XXIII, XXIV, XXIX)  |
| Riggins, John     | 1992 | Kansas                   | Fullback         | Jets, Redskins                    | 1x (XVII)               |
| Smith, Emmitt     | 2010 | Florida                  | Running back     | Cowboys, Cardinals                | 3x (XXVII, XXVIII, XXX) |
| Starr, Bart       | 1977 | Alabama                  | Quarterback      | Packers                           | 2x (I, II)              |
| Swann, Lynn       | 2001 | USC                      | Wide receiver    | Steelers                          | 4x (IX, X, XIII, XIV)   |
| White, Randy      | 1994 | Maryland                 | Defensive tackle | Cowboys                           | 1x (XII)                |
| Young, Steve      | 2005 | BYU                      | Quarterback      | Buccaneers, 49ers                 | 3x (XXIII, XXIV, XXIX)  |